# Hefaistion
Hefaistion, född cirka 356 f.Kr., död 324 f.Kr., var en makedonsk adelsman, och förtrolig vän till Alexander den store som kallade honom "sin Patroklos". Han deltog i Alexanders fälttåg, under vilka han ofta förde ett självständigt armébefäl.
I motsats till andra makedonier anslöt han sig till Alexanders sammansmältningspolitik och gifte sig 324 f. Kr. med Drypetis, en syster till Alexanders gemål Stateira III. Kort därefter insjuknade han och dog i Ekbatana.
Alexander sörjde honom djupt och hedrade honom med en storslagen begravning. 